# Wagram Music
Wagram Music est une société française indépendante de production (musique enregistrée et concerts), d'édition et de distribution musicale, basée à Paris.

## Histoire
La société est fondée en 1998 par Stephan Bourdoiseau, et est en activité depuis janvier 2003. L'histoire de Wagram est retracée dans la fermeture[pas clair] d'un petit label discographique local appelé Arcade Music Groupe pour lequel travaillait Stephan, qui acquiert plus tard les actifs et rachète, avec 20 autres personnes, le contrat des 70 employés déjà présents. Les locaux de Wagram sont principalement situés rue de Turenne à Paris. Selon son site web officiel, la société dispose également de bureaux à Berlin, Bruxelles, Montréal ou encore Los Angeles.
Durant son existence, Wagram Music a accompagné de nombreux groupes et artistes tels que Orelsan, Philippe Katerine, -M-, Suzane, Damien Saez, Pierre de Maere, Nuit Incolore ou encore Fatoumata Diawara. Avec 8 labels et plus de 1 000 dates de concerts par an[réf. nécessaire], Wagram s'étend à la production audiovisuelle, à l'édition littéraire et aux nouveaux contenus (Brand Content, Livestream, NFT). Il a également distribué nombre d'albums et compilations, avec comme cas notables les albums makina (100% Makina, etc.) dans les années 2000.
En 2013, Stephan devient actionnaire majoritaire de Wagram. Le 2 octobre 2023, Wagram signe un partenariat avec Deezer,.

## Labels
Huit labels existent au sein de Wagram Music : 3e Bureau, Cinq7, WLab, LaBréa, Chapter Two, Belem Music, Balagan et Wagram Music International. Wagram Music est également associée au label Panenka Music (d)  et au label Glorybox Music. Wagram s'occupe de la distribution tant numérique que physique, en France et, ou à l’international de ses propres labels et de quelques labels tiers[Lesquels ?].

## Autres activités
Wagram a également une activité dans l'édition par l'intermédiaire de son « pôle publishing ». Wagram Music est complétée par W Spectacle qui gère les concerts et tournées d'artistes comme  Pierre de Maere, Nuit Incolore, Kalika, Isaac Delusion, Bertrand Belin, Biga*Ranx, Fatoumata Diawara, etc.
En 2016, la société fonde Wagram Stories, dans le but d'aider les artistes indépendants à se développer. « Il fallait donc proposer aux artistes de donner une dimension unique à leur projet, inatteignable s'ils choisissaient de travailler seuls. Ça, c'est Wagram Stories ».

## Distinctions
Aux Victoires de la musique 2023, plusieurs artistes de Wagram Music sont récompensés : Orelsan (Lauréat « Chanson originale » (La Quête), « Création audiovisuelle » (La Quête), « Concert » (Civilisation Tour)) et Pierre de Maere (Lauréat « Révélation masculine 2023 »).
Pour la 25e édition des NRJ Music Awards 2023, l'artiste Nuit Incolore du label Cinq7 devient la nouvelle Révélation francophone de l'année.